# Orchideen-Primel
Die Orchideen-Primel (Primula vialii) ist eine Pflanzenart aus der Gattung der Primeln (Primula) innerhalb der Familie der Primelgewächse (Primulaceae).

## Beschreibung

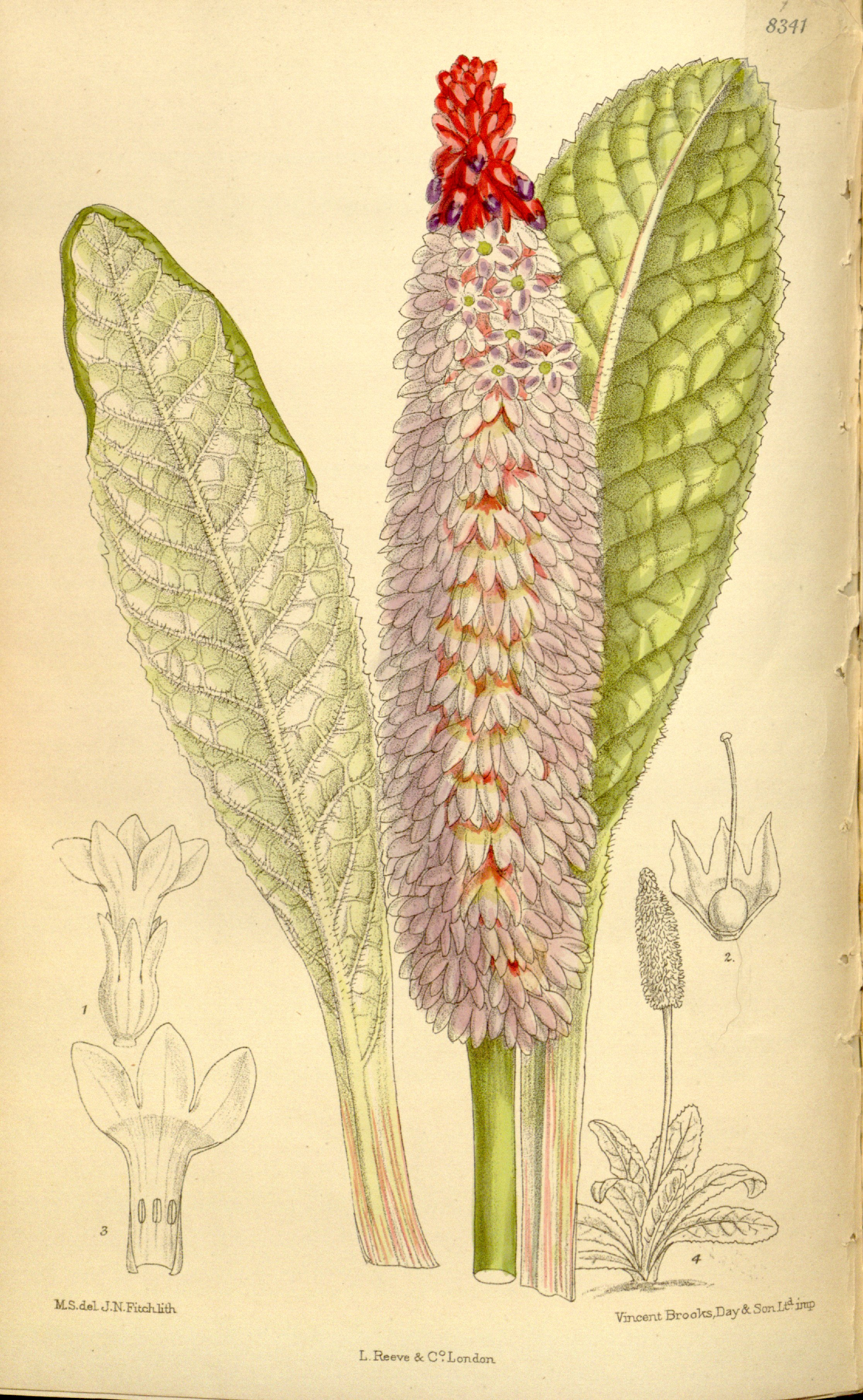
Illustration

### Vegetative Merkmale
Die Orchideen-Primel ist eine ausdauernde, krautige Pflanze, die Wuchshöhen von 15 bis 60 Zentimetern erreicht.
Alle Laubblätter sind in einer grundständigen Rosette angeordnet. Der Blattstiel ist geflügelt und etwa ein Fünftel bis halb so lang wie die Blattspreite. Die Blattspreite ist bei einer Länge von 10 bis 30 Zentimetern sowie einer Breite von 2 bis 7 Zentimetern elliptisch bis verkehrt-eilanzettlich mit gerundetem oberen Ende. Der Blattrand ist mehr oder weniger gezähnt bis genagt. Die Blattspreite ist beiderseits behaart, unterseits besonders auf den Blattnerven und teils drüsig.

### Generative Merkmale
Die Orchideen-Primel ist heterostyl. Die Blütezeit liegt in China im Juli. Es ist ein aufrechter Blütenstandsschaft vorhanden. Die Blüten sind dicht in einem pyramidenförmigen Blütenstand angeordnet; dies sieht dem Blütenstand mancher Orchidee, etwa einem Knabenkraut ähnlich. Der Blütenstand ist beim Aufblühen 2 bis 5 Zentimeter lang, verlängert sich danach aber auf 10 bis 18 Zentimeter Länge. Er ist zweifarbig und im aufgeblühten Teil rosafarben bis purpur, im oberen, nicht aufgeblühten Teil intensiv rot (nur der Kelch).
Die zwittrige Blüte ist radiärsymmetrisch und fünfzählig mit doppelter Blütenhülle. Der Kelch ist bei einer Länge von 4 bis 5 Millimetern kugelig bis glockig und zu Blütenbeginn intensiv rot, später pinkfarben. Die röhrige Blütenkrone ist rosafarben bis purpur, violett, die Blütenröhre 7 bis 9 Millimeter lang, der Kronsaum hat einen Durchmesser von 5 bis 6 Millimetern. Die Kronzipfel sind spitz und innen können „Wachshaare“ vorhanden sein die Terpenoide enthalten. Die genaue Funktion dieser Haare ist noch nicht geklärt, es könnte sich um einen Fraßschutz handeln.
Die Kapselfrucht ist kugelig und etwas kürzer als der Kelch.
Die Chromosomenzahl beträgt 2n = 16.

## Vorkommen
Die Orchideen-Primel kommt nur in den chinesischen Provinzen südwestliches Sichuan und nördliches bis nordwestliches Yunnan vor. Sie gedeiht auf nassen Wiesen und an Bächen in Höhenlagen von 2800 bis 4000 Metern.

## Taxonomie
Die Erstbeschreibung von Primula vialii erfolgte 1891 durch Adrien René Franchet in Bulletin de la Société Philomatique de Paris, Séries 8, Band 3, Nummer 3, S. 148. Franchet verwendete dabei einen Namen, den Delavay benutzt hatte. Das Artepitheton vialii ehrt den französischen Missionar in China Paul Vial (1855–1917). Ein Synonym für Primula vialii Delavay ex Franch. ist Primula littoniana Forrest.

## Nutzung
Die Ochideen-Primel wird als Zierpflanze verwendet. Sie braucht die Nähe von fließendem Wasser.